# Beeston (Norfolk)
Beeston – wieś w Anglii, w hrabstwie Norfolk, w dystrykcie Breckland. Leży 33 km na zachód od Norwich i 149 km na północny wschód od Londynu.